# Le Pavillon-Sainte-Julie
Le Pavillon-Sainte-Julie é uma comuna francesa na região administrativa de Grande Leste, no departamento de Aube. Estende-se por uma área de 22,93 km². Em 2010 a comuna tinha 301 habitantes (densidade: 13,1 hab./km²).